# Résistance (psychologie sociale)
Ne doit pas être confondu avec résistance (psychanalyse) ou résistance (psychologie).
Pour les articles homonymes, voir Résistance.
La résistance caractérise, en psychologie sociale, l'aptitude qu'ont les êtres humains à affronter toute situation qui leur paraît illégitime. Elle désigne la possibilité que chacun a de se soumettre. Il s'agit d'un phénomène universel que chacun, quels que soient sa culture, ses groupes d'appartenance, son âge, son genre, sa position hiérarchique ou autre est capable de mettre en place.
Néanmoins, si toute situation peut voir émerger des cas de résistance, celle-ci peut prendre différentes formes : être plus ou moins discrète, plus ou moins organisée, engager une personne isolée ou bien un groupe etc. Il existe autant de résistances possibles que d'individus confrontés à un contexte particulier. La résistance peut être analysée comme pratique sociale et comme concept. La notion de résistance ne se restreint pas qu'au monde politique, mais s'étend à toutes les sphères de la société.« Résister, c’est ainsi mettre en pratique une forme d’opposition au pouvoir en place, au pouvoir dominant ou hégémonique. »
De plus, bien qu'une résistance soit toujours possible, il existe une série de facteurs qui, non seulement la favorisent plus ou moins, mais orientent la forme qu'elle revêt. Effectivement, les caractéristiques propres au contexte influencent grandement le fait que l'action de résistance soit menée collectivement ou à titre individuel.
La résistance n'est pas toujours vue d'un bon œil. Les résistants ne sont effectivement pas jugés en fonction de ce qu'ils font mais en fonction de ce que leur acte implique chez celui qui le perçoit.
Divers cas historiques de résistance mettent en évidence le rôle joué par ces différents facteurs. L'hétérogénéité de ces exemples illustre bien le caractère universel et intemporel de la résistance.

## Définition
« Résister » provient du verbe latin obsitere qui signifie « se tenir devant », « empêcher », « s'opposer à quelqu'un ou quelque chose ».
La résistance est, en psychologie sociale, le processus de remise en question de la position subordonnée qu'un individu ou un groupe occupe dans un système social, ainsi que l’action qui en découle. Cet acte, qu’il soit verbal, cognitif ou physique, s’accompagne nécessairement de l’existence d’une opposition.

## Historique
La réflexion sur l’autorité librement consentie par des sujets libres et le pouvoir contraint par la force naît dans la Grèce antique. Ainsi, dans le théâtre de Sophocle, Antigone souligne déjà la responsabilité individuelle qui incombe à chacun de juger soi-même de la légitimité des lois auxquelles les hommes décident d'obéir.
Néanmoins, si ces idées se développent jusqu'au Moyen Âge dans les réflexions des théoriciens, dans la pratique, tout le monde se garde d’exhorter les peuples à la réflexion et la révolte en vue de ne pas perturber l’ordre social en place.
Cependant, les guerres de Religion permettront de dissocier les concepts de pouvoir divin de celui du monarque, rendant nécessaire la réflexion sur l’autorité légitime.
Quelques siècles plus tard, enfin, au moment de la Révolution française, une législation officielle, celle des droits de l’homme, instaure la primauté des droits du citoyen et de ses libertés, dont celui de résister à un pouvoir arbitraire.
En parallèle au développement de la pensée sur l’autorité, l’arbitraire et la résistance, évolue un débat sur les formes admissibles pour cette potentielle résistance. Là où certains penseurs du XVIIIe siècle tiennent à conférer un cadre légal à la résistance, pour ainsi la limiter à la passivité, d’autres la conçoivent comme un outil illimité pouvant recourir à la violence.
L'utilisation du terme « résistance » reste d'ailleurs longtemps limité à la période de la Seconde Guerre mondiale, au point que les recherches sur les mouvements de résistance ne débutent qu'avec le recul réflexif sur ce conflit, vers les années 1960. À cette époque, la perspective adoptée associe encore l’idée de résistance à celle de dominants et dominés.
L’intérêt pour les mécanismes de domination est remis en question une vingtaine d’années plus tard grâce, entre autres, à Michel Foucault, pour qui le pouvoir ne peut être absolu et détenu uniquement par l’État centralisateur. Dès lors, les phénomènes de résistance deviennent primordiaux dans l’histoire des sociétés. La résistance fait désormais partie intégrante de la construction de l’autorité.
Le phénomène de résistance apparaît déjà être au carrefour d'une multitude de disciplines, en somme, toutes les disciplines qui s'interrogent sur le comportement humain. Ainsi, pour comprendre la résistance, comme pour comprendre les humains en société, il faut se référer à la psychologie, à la sociologie, à l'anthropologie, à l'histoire ou encore à la philosophie.

## Contexte scientifique et termes connexes
Une grande partie de la littérature sur l'autorité se borne à étudier l'obéissance. Ce n'est pas étonnant si l'on tient compte de ce que, depuis l’œuvre influente de Stanley Milgram sur ce sujet, les chercheurs s'affairent à mieux cerner la question et tentent de reproduire ses résultats en variant les contextes et les populations.
Néanmoins, comme le soulignent Stephen Reicher et ses collègues, et malgré l'intérêt évident de ces recherches, cet accent mis massivement sur le respect de l'autorité a pour conséquence d'occulter la réaction opposée et tout aussi digne d'intérêt, à savoir la résistance, et porte à croire que l'obéissance est un corollaire inévitable de l'autorité. Effectivement, à l'hypothèse bien connue de la banalité du mal, il pourrait être utile d'adjoindre celle du caractère ordinaire du bien.

« Il n'y a pas de relation de pouvoir sans résistance, sans échappatoire ou fuite, sans retournement éventuel. »

— M. Foucault, 
Le pouvoir qu’une personne peut exercer sur autrui résulte de la combinaison des « forces d’obéissance et de résistance » mises en jeu par celui sur lequel tente de s’exercer le pouvoir en question. Il faut toutefois considérer ici le pouvoir dans ses acceptions multiples, incluant ainsi le pouvoir de légitimité que l'on aurait plutôt tendance actuellement à appeler de l’autorité,.
La citation suivante de Jean-Jacques Rousseau, dans son œuvre Du contrat social, met en évidence la complexité de l’agencement entre pouvoir et légitimité : « Le plus fort n’est jamais assez fort pour être toujours maître, s’il ne transforme pas sa force en droit et l’obéissance en devoir ».
Pour une plus grande clarté du sujet, il est utile d'essayer de définir les termes « autorité » et « pouvoir » dans la relation, ainsi que la notion d'« obéissance ».
Le pouvoir signifie avant tout la faculté d'agir, que ce soit sur des choses ou des personnes. Ce pouvoir ne devient effectif qu'à partir du moment où les individus s'y soumettent. La relation de pouvoir implique donc une relation asymétrique caractérisée par la contrainte ou la force.
L'autorité a deux acceptions, selon Marie-Anne Vandroy-Fraigneau. D'une part, celle de Max Weber, pour qui « autorité » signifie « le devoir d'obéir », ne se distingue alors pas de la domination. D'autre part, celle d'Hannah Arendt, pour qui elle signifie plutôt « la capacité à s'imposer », se distingue de la domination parce qu'elle ne s'impose ni par la persuasion ni par la contrainte. Cela signifie que la relation d'autorité est une relation asymétrique où les deux parties reconnaissent que l'une est supérieure à l'autre.
Malgré les tentatives de distinction entre ces notions, ces dernières sont souvent imbriquées l'une dans l'autre.
En psychologie sociale, la définition d'autorité suivante semble être appropriée : « L'autorité est perçue comme une relation d'influence permettant à un individu d'obtenir d'autrui un comportement donné, sans recourir à la contrainte ». Comme le dit Rey : du point de vue « de celui qui s'y soumet, l'autorité est la mise en œuvre d'une obligation, non pas d'une force. »
L'obéissance est l'action de se soumettre. Elle peut avoir deux causes : soit une personne obéit parce qu'elle y est contrainte, forcée, qu'elle ne peut y échapper, elle est le résultat d'une relation de pouvoir ; soit elle choisit librement d'obéir à une instance parce que cela lui semble légitime et est le résultat d'une relation d'autorité.

## Formes
En fonction des auteurs, il existe de nombreuses typologies des formes de résistance. C'est ce qui sera mis en évidence à travers cette section afin de montrer la diversité des situations. Il importe, dans une compréhension plus globale du phénomène, de ne pas se limiter à une vision classique de la résistance et de considérer les dimensions ordinaires ou quotidiennes de la résistance, par exemple. Ainsi, on élargit les perspectives qui conçoivent la résistance comme des moments de crises, des pratiques transgressives exceptionnelles, comme lors des émeutes ou des soulèvements,,.
Selon Maher qui étudie la résistance dans des camps de la mort nazis, il existe globalement deux formes de résistance. La première est organisée et durable, la seconde non organisée, informelle.
Néanmoins, d'autres classifications sont envisageables. Un premier critère de distinction des résistances peut résider dans ce qu'elles nécessitent une mobilisation, une action conjointe et flagrante, ou qu'elles consistent en actions discrètes mais efficaces, ce que Scott, ayant étudié des résistances paysannes, appelle les « armes du faible »: ralentir le travail, s'évader ou encore saboter. Le choix de ces formes dépend en partie du contexte. S'il est facile de s'organiser et de choisir un moyen d'action dans un contexte démocratique, les formes de résistance quotidienne, les fameuses armes du faible, seront préférées dans un contexte répressif parce qu'elles passent plus facilement inaperçues et font courir moins de risque de répression violente. Les auteurs soulignent, toutefois, que cette résistance au jour le jour est souvent le point de départ de quelque chose de plus organisé.
Une autre distinction intéressante réside dans la différence entre résistance publique et résistance privée. La résistance publique a la particuliarité qu’elle peut être soumise au contrôle d’un « supérieur ». Cet auteur précise d’ailleurs que l’obéissance privée, précisément l’opposé de la résistance privée, est inférieure à l’obéissance publique mais que celles-ci augmentent de manière conjointe de telle sorte qu'elles augmentent dans les mêmes circonstances, avec une obéissance publique toujours plus forte que l'obéissance privée.
Au-delà de ces caractéristiques éparses propres aux différentes résistances, certains auteurs ont conçu des typologies plus approfondies. Hollander et Einwohner, par exemple, proposent une typologie regroupant sept formes de résistance (cf. tableau ci-dessous). Celles-ci dépendent :
- du but des acteurs : leur volonté de rendre l’acte de résistance visible ou non (ce qui rejoint fortement ce que disait Scott[13] en parlant d’une action flagrante ou d’action discrète) ;
- de l’intention des acteurs : elle peut être soit une intention consciente de résister, soit un comportement de résistance que l'on pourrait déduire des intentions, ou encore de résistance à un degré infraliminaire (c'est-à-dire dans laquelle les intentions ne sont pas cruciales pour déterminer si un acte est bel et bien de la résistance) ;
- de la reconnaissance de la résistance par la cible, à savoir ceux qui sont visés par l’acte de résistance ;
- de la reconnaissance de la résistance par les observateurs, soit les spectateurs au moment de l’acte de résistance : le public, les médias ou les chercheurs.

|                                           | L'acte est-il intentionnellement conçu comme un acte de résistance par ses auteurs ? | L'acte est-il reconnu comme une menace/un acte de résistance par la cible ? | L'acte est-il reconnu comme une menace/un acte de résistance par les observateurs ? | Exemples |
| 1. Résistance déclarée                    | oui                                                                                  | oui                                                                         | oui                                                                                 | Mobilisation collective, mouvements sociaux                                                                                               |
| 2. Résistance secrète                     | oui                                                                                  | non                                                                         | oui                                                                                 | Mutinerie, ragots, râleries, repli sur soi                                                                                                |
| 3. Résistance involontaire                | non                                                                                  | oui                                                                         | oui                                                                                 | Rêverie au travail |
| 4. Résistance selon la cible              | non                                                                                  | oui                                                                         | non                                                                                 | Un individu abusif qui interprète les réactions de son conjoint comme de la résistance                                                    |
| 5. Résistance selon une source extérieure | non                                                                                  | non                                                                         | oui                                                                                 | Une femme qui regarde la télévision alors que ce comportement ne répond pas aux attentes liées au genre féminin selon certains chercheurs |
| 6. Résistance manquée                     | oui                                                                                  | oui                                                                         | non                                                                                 | Sociétés secrètes |
| 7. Tentative de résistance                | oui                                                                                  | non                                                                         | non                                                                                 | Toute tentative de résistance non reconnue                                                                                                |
| 8. (Pas de résistance)                    | non                                                                                  | non                                                                         | non                                                                                 | / |

## Résistance collective et résistance individuelle
Dans cette section, il est mis en évidence que les actes de résistance ne dépendent pas uniquement de l'individu ou de la situation dans laquelle il se trouve. Ici, les différents facteurs intervenant dans les situations de résistance seront traités. Pour plus de lisibilité, ces derniers seront abordés point par point. Néanmoins, il faut garder à l'esprit que ces phénomènes sont plus complexes et font intervenir de multiples facteurs dans chaque situation. Cette complexité sera soulignée à travers des exemples concrets.

### Facteurs de résistance collective

#### Menace
Selon Goldstaon et Rilly, la menace est un élément dynamique dont les caractéristiques influencent la promptitude à résister. Selon ces auteurs, c'est lorsque la menace est à la fois létale et immédiate que les individus sont les plus enclins à se mobiliser.
Ils définissent la menace comme « le coût encouru par un groupe social en cas de protestation, ou ce qu’il s’attend à souffrir s’il ne mène pas d’action ». Jasper précise également que « la menace se construit à partir d’émotions brutes comme la peur ou la haine et qu’elle requiert qu’il y ait un groupe à blâmer ».
Ces deux auteurs différencient deux types de menace, à savoir une menace répressive qui représente les coûts encourus par la probable répression et une menace concrète qui équivaut au coût de la situation actuelle et à ceux que l'on prévoit pour le futur. Cette distinction leur permet de postuler que la résistance se développe lorsqu'il est plus coûteux de ne pas réagir que de résister, c'est-à-dire lorsque les menaces concrètes sont plus élevées que les menaces répressives.
Ceci fait écho à l'idée que la coercition augmente tant l’obéissance publique que privée. Elle diminue donc bien les deux formes de résistance correspondantes.

#### Ressources
Maher précise également un point commun aux quatre cas de résistance identifiés dans les camps de la mort qu'il étudie, les groupes de résistance organisée ont pu profiter de ressources décisives pour leur mobilisation : des ressources concrètes, des contacts ou encore des états affectifs chargés d’espoir ou de revanche. Il nuance néanmoins leur importance : « ces opportunités, ressources et émotions se sont révélées importantes pour la façon dont l'action collective s'est élaborée, mais elles n'ont pas forcé le groupe à se révolter ».

### Identité sociale partagée

#### Généralités
Les auteurs de l'étude sur la BBC Prison (British Broadcasting Corporation Prison), critique de l'expérience de Stanford menée par Philip Zimbardo, se questionnent sur différents points : celle des rôles des gardes et des prisonniers, celle de l'organisation collective et du pouvoir du groupe ainsi que le bien-être ressenti par les membres du groupe,.
Cette étude montre que, lorsque des individus se rendent compte que les frontières sociales de différents groupes sont imperméables (c’est-à-dire qu’il est impossible pour un membre d’un groupe de passer dans un autre groupe), une identité sociale partagée se développe peu à peu ainsi que des stratégies collectives de résistance. En d’autres mots, c’est avec l’identification pleinement consentie des individus à un groupe que vont se mettre en place des stratégies collectives.
Dans le cas contraire, c'est-à-dire lorsque les frontières entre les groupes (par exemple, le groupe des prisonniers et le groupe des gardes dans l'étude de Zimbardo) sont perméables, les individus vont adopter des stratégies individuelles de résistance. Ils peuvent, par exemple, développer un comportement hostile envers l'autorité ou tenter de négocier avec elle pour améliorer leur situation.
Ainsi, lorsque des individus croient qu'il est impossible d'avoir une influence sur le groupe détenant le pouvoir, ils sont plus enclins à définir une identité socialement partagée qui leur permettra de résister collectivement. L'identification au groupe favorise en effet les interactions, une meilleure organisation et efficacité du groupe ainsi qu'un sentiment plus élevé de pouvoir puisque les membres du groupe partagent les mêmes croyances et valeurs,.
Les auteurs précisent que toutes les implications liées au partage d'une identité sociale peuvent aussi bien mener à des actes de résistance qu'à de la tyrannie. Ce sont effectivement les mêmes mécanismes qui entrent en jeu : en s'identifiant à son rôle (au contraire de l'expérience de Zimbardo où les individus ont des rôles imposés), un individu peut devenir un tyran ou un résistant.

#### Identité nationale
Ci-dessus nous avons vu que la naissance d’une identité partagée permettait l’émergence de la résistance. C’est donc tout naturellement par le même moyen que l’on devrait arriver à mobiliser les masses pour aider des populations en danger. C’est ce que relèvent Reicher, Cassidy, Hopkins et Levine dans leur étude sur les circonstances qui ont amené un groupe à porter secours à un autre groupe.
L’étude s’intéresse plus particulièrement à l’aide apportée aux juifs bulgares par la population bulgare. Celle-ci a protégé et sauvé des juifs pour différentes raisons reposant en grande partie, selon les auteurs, sur le sentiment d’identité nationale et plus particulièrement sur trois aspects :
- L'inclusion des Juifs dans la catégorie nationale bulgare : « les Juifs sont bulgares » et ne constituent pas un exogroupe.
- Les normes sociales de la catégorie apporter son aide ou montrer de la solidarité envers les autres correspondent à une qualité centrale de la population bulgare.
- Les préoccupations des Bulgares pour les Juifs : persécuter les Juifs revient à persécuter les Bulgares. « Les Bulgares se sentent menacés par les mesures antisémites ».

C'est à ces trois aspects-là que les mouvements de résistance ont fait appel à travers les documents publics pour mobiliser les masses, entre autres contre la "loi pour la protection de la nation", loi prescrivant des mesures à l'encontre des Juifs, exemple d'application des lois de Nuremberg.
Pour revenir à ce qui était proposé sur l'étude de la BBC Prison, il en ressort que plus les frontières sociales de l'endogroupe, correspondant ici à la nation, sont clairement définies (et, par là même, leurs normes, valeurs et intérêts), plus la solidarité sera importante.
Mais comment expliquer que ces aspects reposent tous sur la catégorie nationale ? Les auteurs expliquent que nous vivons actuellement dans un monde d'États-nations où les catégories nationales font partie intégrante de notre vision du monde. C'est pourquoi faire appel à ces catégories apparaît le moyen le plus sûr de mobiliser les masses. En effet, faire appel à une supracatégorie, d'un niveau plus universel, comme celle des êtres humains aurait moins d'impact car, dans notre quotidien, nous sommes davantage familiarisés, socialisés aux catégories nationales.

#### Crédibilité du leader
Pour qu'une mobilisation collective se mette en place, il faut souvent qu'un ou plusieurs individu(s) prenne(nt) le rôle de leader ou meneur du groupe. Ce dernier doit être reconnu comme autorité légitime par les membres du groupe pour avoir un impact sur celui-ci.
La difficulté pour ce meneur réside donc dans le fait d’apparaître aux yeux des autres comme un leader crédible. Comment un individu peut-il prouver sa crédibilité en tant que leader afin que tous le suivent ? Einwohner insiste sur la nécessité, pour le leader, de réaliser « un travail sur sa capacité à représenter l’autorité ».
Elle compare les mouvements de résistance collective des juifs dans le ghetto de Varsovie et ceux du ghetto de Vilnius. Dans le premier, la résistance a abouti à une rébellion armée en 1943 au contraire du second cas où le soulèvement des masses n’eut pas lieu. L’échec du ghetto de Vilnius s'explique par le manque de crédibilité du leader.
Soulèvement du ghetto de Varsovie
Ce sont deux organisations de résistants qui ont mené la rébellion armée des juifs, Żydowska Organizacja Bojowa (ZOB) et le Żydowski Związek Wojskowy (ZZW). Jusqu'à ce qu'ils comprennent qu’ils étaient envoyés dans les camps de la mort, la résistance avait été jugée trop coûteuse, de peur des représailles des nazis. Toutefois, une fois que les juifs eurent compris qu’ils ne ressortiraient pas vivants des camps où ils étaient déportés, ces organisations commencèrent à faire des appels à la mobilisation. Comme explicité ci-dessus, un des facteurs importants de la mobilisation fut le sentiment de menace létale. La résistance ne fut pas présentée par les leaders comme un moyen de survie, mais comme une manière de choisir sa mort : passivement dans les camps ou en tant que juifs dignes et honorables à travers la résistance. Un second facteur est la mobilisation de l'identité sociale juive partagée par la communauté.
Tentative de résistance dans le ghetto de Vilnius
Ici aussi, les appels à la mobilisation n’ont commencé qu’à partir du moment où les juifs cernèrent les plans génocidaires des nazis, avec la création du Fareinikte Partizaner Organizatsie (FPO). Certains membres du FPO se firent capturer et torturer et dénoncèrent alors l'un des leaders du groupe. Les nazis exigèrent alors qu'il se rende, sous peine d’exterminer le ghetto tout entier. De peur que cela arrive, la communauté juive et les autres leaders du FPO réclamèrent finalement sa reddition. Lorsque les nazis vinrent pour déporter tous ceux qui vivaient encore dans le ghetto, certains membres du FPO tentèrent une rébellion armée, mais elle ne fut pas suivie par le reste de la communauté. À la suite d'une brève bataille, le ghetto fut finalement liquidé.
Les leaders du ghetto de Varsovie ont bâti leur autorité en utilisant deux moyens principaux :
- La communication : distribution d’annonces d’un futur plan de rébellion armée, encouragements à désobéir aux ordres de la police du ghetto, dépliants discréditant et menaçant de mort la police, revendications publiques de diverses offensives, etc. ;
- La force : attaques directes de la police du ghetto (tir sur le chef de la police), saisies d'argent et d'objets de valeur par la force à la police et au Judenräte et finalement révolte de 1943.

Dans le ghetto de Vilnius, seuls des appels publics à la résistance et des tracts circulèrent. En plus, un autre leader fut mis en place par les nazis en tant que chef du ghetto, le juif lituanien Jacob Gens. Tandis que le FPO appelait à résister, Jacob Gens a recommandé à tous de ne pas suivre ce mouvement et de se soumettre aux nazis. Ce dernier était en fait intimement convaincu que le ghetto serait sauvé si les juifs démontraient leur utilité en tant que travailleurs.
La résistance collective à Vilnius échoua par le manque de travail concernant l'autorité des leaders du FPO, et la présence d'un second leader opposé au FPO ne facilita pas leur tâche, d'autant plus que Jacob Gens avait, quant à lui, « travaillé son autorité ». En effet, il utilisa sa position de chef du ghetto pour accorder divers privilèges à des membres de la communauté et pour faire relâcher tous les juifs emprisonnés dans le ghetto. C'est grâce à cette autorité reconnue de leader que Jacob Gens eut davantage de soutien de la communauté juive que le FPO.

### Facteurs de résistance individuelle
Certains auteurs ont essayé de mettre en évidence des caractéristiques propres à ceux qui résistent. Ainsi, Hans-Werner précise que les individus ayant secouru des juifs pendant la Seconde Guerre mondiale attachaient une plus grande importance aux règles éthiques et à la responsabilité personnelle. Il précise également que certains facteurs situationnels ont leur importance. Ces personnes étaient effectivement plus souvent en contact avec des personnes juives au quotidien dans le voisinage, au travail ou au sein de leur cercle d’amis et présentaient un sentiment de contrôle sur leur environnement plus développé.
À côté de la sphère scientifique, le monde des médias s'intéresse aussi aux caractéristiques déterminant la résistance individuelle dans les situations mettant en jeu l'obéissance à l'autorité. C'est ainsi que Christophe Nick réalise Le Jeu de la mort pour le petit écran.
Ce « faux » jeu télévisé teste l'obéissance des participants à l'autorité représentée par la présentatrice de l'émission et le contexte télévisuel. C'est une sorte de mise à jour de l'expérience de Milgram dans un environnement contemporain.
L'analyse de ce documentaire va s'intéresser, entre autres, aux désobéissants. Deux catégories ressortent :
- Les rapides : ceux qui « tranchent le nœud de l'autorité ». Ils ressentent peu de tensions internes. Ce qu'on leur demande leur paraît juste impossible à réaliser, ce qui les arrête net, sans plus de justifications.
- Les lents : ceux qui « dénouent le nœud de l'autorité ». Leur désobéissance intervient assez tard dans le jeu. Ils ont comme point commun un sentiment de dissonance cognitive. Ici, tension ressentie à la suite d'une incompatibilité entre les valeurs propres aux individus et leur engagement volontaire dans le jeu envers la production. Cette sensation désagréable de tension les pousse à désobéir, mais pour y arriver, les participants ont besoin de justifications. Pour réussir à s'opposer définitivement aux injonctions de l'autorité sans pour autant renier leur engagement envers la production, les participants élaborent progressivement une argumentation complexe contrant l'autorité en retournant les règles du jeu contre elle par la discussion et le raisonnement. Comme le disent les auteurs : « la désobéissance obéit, chez certains, à une logique de la réflexion [...] qui dépend plus d'une capacité de réaction intellectuelle à l'abus de pouvoir qu'à l'éducation ou la culture. »[19]. Dans cet exemple contemporain, c'est donc la capacité de raisonnement des individus qui caractérise les résistants. Un seul participant va en outre réussir à retourner le public contre l'autorité. Cela rappelle un des facteurs de résistance collective, à savoir la nécessité de compter sur des ressources. Dans le cas présent, le participant va se créer un support social via le soutien d'une partie du public.

## Perception des résistants par l'extérieur
Beaucoup de résistants sont a posteriori présentés comme des héros. C'est le cas de ceux évoqués dans cet article. Mais est-ce la même chose lorsque nous évaluons des sujets résistant à une situation ancrée dans le présent ?
Dans ces cas-là, les résistants peuvent être très mal perçus. Leur acte de résistance peut en effet être considéré comme une critique morale indirecte à l'égard de ceux qui ne se sont pas opposés à la situation et s'y sont conformés.
En étudiant des jugements produits sur des résistants dans un contexte expérimental, Monin, Sawyer et Marquez constatent que les résistants sont évalués différemment en fonction de l'implication de celui qui émet le jugement. En effet, un résistant sera jugé assez favorablement par quelqu'un d'extérieur mais critiqué par ceux qui se sont conformés à la situation délicate dont il est question. Cette appréciation dépend également de son impact sur celui qui produit le jugement. Effectivement, ceux qui perçoivent l'acte de résistance comme une condamnation de leur propre comportement critiquent la résistance.
La condamnation des résistants s'explique en fait par la peur que ressent le sujet d'être rejeté par le résistant pour ne pas s'être opposé. Elle trouve son origine dans l'image que les gens se font d'eux-mêmes et dans leur besoin de protéger cette image afin qu'elle soit positive, pour que le sujet donne l'image d'une personne bonne. Dans leur étude, les participants n'ont plus condamné les résistants lorsqu'ils avaient préalablement été confortés sur leur personne. Ainsi, le fait d'être convaincu qu'on est une personne de valeur diminue la menace perçue et, par là, rend moins nécessaire de se défendre en jugeant négativement le résistant.

## Exemples concrets
Voici ici détaillés quelques exemples historiques de résistance dans des conditions très diverses, exemples qui permettent d'envisager dans des situations concrètes une large palette de facteurs contribuant à l'émergence d'une résistance.

### Les justes
Les justes, ou justes parmi les nations sont des personnes qui au travers de l'histoire se sont mises en péril en apportant leur aide à des juifs en danger dans le contexte des persécutions nazies. Il s'agit bien souvent de personnes ordinaires, qui n'ont d'autre explication à leur comportement que le simple fait que quelqu'un nécessitait de l'aide et qu'elles l'ont fournie. Deux cas précis seront abordés : celui de Paul Grüninger et celui du village du Chambon-sur-Lignon bien que le titre honorifique ne soit remis qu'à des individus et n'a, par conséquent, jamais officiellement rendu hommage à une collectivité telle que le village du Chambon.

#### Paul Grüninger, Suisse
Paul Grüninger était un chef de police qui, dès 1925, fut responsable d'une portion de la frontière austro-suisse, dans le canton de Saint-Gall. Chargé de contrôler le passage des frontières, Grüninger aida une multitude de réfugiés à quitter l'Autriche et à entrer sur le territoire suisse. Pour cela, il usa de mille subterfuges en post-datant des documents officiels, comme en transportant lui-même des réfugiés d'un côté à l'autre de la frontière, récoltant de l'argent, envoyant des lettres aux administrateurs du camp de concentration de Dachau pour libérer certains prisonniers, demandant des regroupements familiaux.
D'abord convaincu d'agir en accord avec l'entièreté de la population suisse, qui considère son pays comme un havre de paix pour tous et soutenu dans ses manœuvres par ses subordonnés et son chef, Grüninger dut bientôt agir dans l'illégalité lorsque la position des autorités fédérales suisses se durcit. En 1939, il fut accusé de désobéir aux lois fédérale. Un an plus tard, après un procès sommaire, il fut écarté de son poste et vit sa pension annulée. Il mourut en 1972 dans de pauvres conditions et ne fut finalement réhabilité qu'en 1995, à la suite du combat de sa fille. Cela fait écho à ce que nous avons dit sur la perception des résistants par l'extérieur : ils ne seront probablement pas jugés favorablement par ceux qui, dans la même situation, n'ont offert aucune opposition.
Selon les témoignages, Grüninger n'eut jamais comme objectif en soi de défier une quelconque loi mais seulement celui de venir en aide à ces réfugiés qu'il savait en besoin et voués à d’innommables souffrances s'ils ne trouvaient pas un lieu sûr. Agissant spontanément, il n'eut apparemment longtemps pas conscience du caractère unique de son action et de son ampleur.

#### Village du Chambon-sur-Lignon, France
Le village du Chambon-sur-Lignon est situé en France, dans le département de la Haute-Loire. Dès le milieu des années 1930, ce village auvergnat accueillit ceux qui fuyaient le régime franquiste. Par ailleurs, le village ne se laissa pas intimider lorsque le gouvernement de Vichy le menaça s'il ne livrait pas les réfugiés qu'il avait cachés pour échapper à la folie nazie.
En 1940, Pétain passa un accord avec Hitler. Cet accord requérant de la France qu'elle livre aux troupes nazies tout réfugié qui les intéresserait en échange d'une relative paix sur le sol français. Dès le lendemain, les deux pasteurs du village, André Trocmé et Edouard Théis, invitèrent les villageois à se référer à leurs valeurs chrétiennes pour résister à la pression que ce régime totalitaire mettrait en œuvre contre eux. Résistant aux menaces et à la propagande du gouvernement de Vichy, ils firent sortir des enfants prisonniers des camps qui s'installèrent alors au village et purent s'instruire à l'école nouvelle Cévenole, créée par Trocmé lui-même. Les réfugiés y trouvèrent une terre d'asile et surtout une communauté dans laquelle ils étaient intégrés et bienvenus.
À plusieurs reprises, le village subit des rafles organisées par les autorités et fut fouillé de fond en comble. Néanmoins, les villageois étant si bien organisés eux-mêmes que seuls une quinzaine de réfugiés furent arrêtés alors que le village en protégea environ cinq mille.
Trois facteurs-clés semblent avoir permis à ce village d'agir à un tel niveau:
- la rapidité de la résistance : le sermon des deux pasteurs fut extrêmement rapide et insista tout de suite sur les conséquences graves des nouvelles politiques sur les réfugiés, ainsi que sur ce que la morale chrétienne implique de rejeter ces violences et de protéger ceux qui en feraient l'objet
- la lenteur des représailles : deux ans et deux mois s'écoulèrent entre le sermon des pasteurs et la première fouille du village, ce qui laissa assez de temps pour que la majorité des villageois soient impliqués dans la protection des réfugiés. En plus, ceux qui ne l'étaient pas acceptèrent de se taire.
- le maintien de l'activité première : comme mentionné précédemment, le village avait déjà aidé des réfugiés fuyant le régime espagnol, ce qui lui permit de continuer et d'améliorer leurs activités après que cela soit devenu officiellement illégal plutôt que de les débuter.

Ces deux exemples témoignent de ce qu'il est possible de résister au régime le plus tyrannique, à titre collectif ou individuel, selon les valeurs qui priment au moment de l'action.

### Résistance dans les prisons

#### Prison de Stanford, États-Unis
L'expérience de la prison de Stanford est un classique de la psychologie sociale. En quelques mots :  en 1971, Philip Zimbardo réalise une expérience à l'université de Stanford. Les participants sont aléatoirement répartis en deux groupes, les gardiens et les prisonniers. L'auteur de cette étude constate qu'après avoir endossé leur rôle respectif, les individus deviennent « passifs et perturbés » pour les prisonniers ou « oppressifs et brutaux » pour les gardes. L'étude, initialement censée durer deux semaines, fut arrêtée après 6 jours pour cause de mauvais traitements. Pour plus de détails sur les circonstances de l'étude, veuillez consulter cette page Expérience de Stanford.
Cette étude s'inscrit dans le prolongement de l'expérience de Milgram car, pour beaucoup, elle nourrit l'hypothèse situationniste qui postule que le contexte est un déterminant essentiel du comportement humain et qui implique que, dans certaines circonstances, tout un chacun pourrait commettre le pire. Néanmoins, les choses ne sont pas si simples. Consultez Expérience de Stanford #Critiques pour prendre connaissance de critiques émises sur cette étude.
Effectivement, il faut également prendre en compte la dynamique interindividuelle née dans ce contexte. En citant l'expérience de Stanford, beaucoup négligent cet aspect, or, la présence de résistants amène une dynamique dont on ne peut sous-estimer l'importance pour comprendre les véritables tenants et aboutissants de cette étude.
Au début de l'expérience, les prisonniers avaient le dessus, c'est-à-dire qu'ils défiaient les gardes et refusaient leurs ordres. Ensuite, les gardiens ont réagi, en infligeant des sévices aux prisonniers, et ce fut le début d'une escalade de violence qui donna naissance à une rébellion violente.
Haslam et Reicher insistent sur le fait que la résistance était bilatérale. En effet, si les prisonniers se sont révoltés, certains gardiens aussi ont résisté en n'endossant pas complètement le rôle de garde. Ces gardiens-là ont rempli leur rôle sans devenir pour autant cruels et inhumains alors que d'autres, dont un individu particulièrement vicieux, ont su mettre leur créativité au service de leurs bas instincts.
Comment les prisonniers en sont-ils arrivés à se rebeller, puis à abandonner, dans ces circonstances violentes ? Un élément essentiel de leur révolte vient des appels à la rébellion lancés par un des prisonniers, ce qui ramène à l'importance du leader dans la résistance collective (voir 5.1). En outre, une identité sociale partagée est instaurée dès le début de l'étude, opposant deux groupes aux droits différents. Finalement, nous constatons que c'est lorsque la menace réelle se développe, au travers de la maltraitance par les gardes, que la résistance naît.
Néanmoins, comme nous l'avons vu, un autre élément essentiel dans la résistance provient des ressources du groupe. Haslam et Reicher rapportent que Zimbardo avait engagé un infiltré parmi les prisonniers et qu'il fit courir, grâce à celui-ci, la rumeur qu'il était impossible de quitter la prison. Comme le prédit, Maher, la perte de la ressource importante que constitue l'émotion d'espoir ébranle radicalement le groupe, en fragilisant leur volonté collective et en redonnant l'ascendant aux gardiens, c'est ainsi que s'éteint le mouvement de résistance au sein de la prison de Stanford. Il apparaît donc clairement dans cet exemple que les différents facteurs de résistance sont étroitement liés dans une dynamique décisive pour la résistance.

#### Robben Island, Afrique du Sud
Aujourd'hui transformé en musée, Robben Island fut pendant de nombreuses années un lieu d'exil et d'emprisonnement. Dans la deuxième moitié du XXe siècle, l'île fut effectivement une prison pour tous les opposants au régime sud-africain de l'apartheid, politique accordant des privilèges à une minorité blanche et discriminant les autres groupes ethniques, plus particulièrement la population native noire.
Plusieurs centaines de prisonniers politiques y furent envoyés, sans compter les milliers de prisonniers de droit commun, pour briser leur moral et plus largement le mouvement auquel ils adhéraient.
Cependant, l'effet inverse se produisit. Les prisonniers, dont de nombreux leaders du Congrès national africain tels que Nelson Mandela, Thabo Mbeki et Jacob Zuma, constituèrent progressivement un futur gouvernement « en attente ». En effet, c'est leur conviction commune de créer un nouvel ordre politique qui a donné sens à une identité partagée.
Cette dernière fut renforcée par l'isolement de ces prisonniers politiques par rapport au reste de la population carcérale. Cela leur permit de se soutenir, de partager un maximum d'informations, d'accroître leur volonté et leur courage. En parallèle, tout comportement individuel allant à l'encontre des normes sociales du groupe fut l'objet de punitions. parfois plus sévères que celles des gardiens. de la part des prisonniers eux-mêmes. Par exemple, un détenu fut victime d'importantes brimades, totalement exclus du groupe et considéré comme l'homme le plus détesté de l'île parce qu'il avait osé envoyer un courrier au ministre de la justice qui demandait le pardon et précisait qu'il ne faisait partie d'aucune organisation politique.
L'identité sociale des prisonniers luttant contre l'apartheid fut également organisée autour d'un code informel structurant les activités collectives de résistance. Ce code résidant en un principe d'autodétermination appliqué au sein même de la prison. Le but des prisonniers était pas résister à l'autorité mais également de construire et structurer leur propre monde. L'ordre y serait maintenu non pas par les gardiens mais par les prisonniers eux-mêmes, responsables de leur propre communauté.
La prison devint alors une sorte de laboratoire où tous les actes collectifs de résistance furent des micro-expériences permettant l'émergence de leaders, futurs acteurs de changements sociaux capables de révolutionner le monde sud-africain régi par l'apartheid.

### La résistance académique
La résistance peut passer par les milieux intellectuels qui alors consacrent des recherches sur ce sujet, ce qui peut souvent témoigner d'une prise de position politique. Il en est ainsi par exemple des études postcoloniales, décoloniales, autochtones ou féministes, qui s'inscrivaient dans les mouvements sociaux des années 1950 et 1960. On y critique alors le fait de parler « au nom de »,,. On pratique alors une résistance épistémique : le fait mettre de l'avant des formes de savoirs indigènes, par exemple, au sein des universités occidentales.
Le champ des études décoloniales et autochtones (indigenous en anglais) se développe grandement au XXIe siècle, induisant un changement de perspective pour penser les relations de pouvoir et les mouvements de contre-pouvoir. La résistance épistémique met alors de l’avant les savoirs indigènes comme forme de résistance au sein de l’université occidentale. De façon générale, la « résistance intellectuelle à la domination épistémique Occidentale », a pour buts étant de « donner de l’agencéité [à des peuples colonisés, notamment chez les Africains], à qui une histoire a été déniée en fournissant une historiographie alternative pour combattre l’hégémonie et l’impérialisme Occidentaux »,

### Autres
Il existe d'autres figures de résistance, d'autres parcours, qui ne seront pas développées ici mais qui valent qu'on s'y intéresse.

Parmi eux: 
- Mohanddas Gandhi et son principe de non-coopération, Indes britanniques
- Bobby Sands, dans la prison de Maze, Irlande du Nord
- Guy Môquet, France
- Rosa Parks, États-Unis
- Sophie Scholl, Allemagne

### Les critiques
Il est possible qu'un mouvement de résistance pour un groupe culturel faire consensus ni sur les moyens ni sur l’objet même de la résistance. En 2011, Tuck et Wayne Yang avancent à propos du mouvement Occupy de 2011 que « pour de nombreuses personnes économiquement marginalisées le mouvement Occupy a été une expression bienvenue de la résistance aux disparités massives dans la répartition des richesses; [toutefois] pour de nombreux peuples autochtones, Occupy est une autre réinstallation de colons sur des terres volées »,.